# Efecte de Paul Bert
L'efecte de Paul Bert consisteix en crisis convulsives secundàries a una intoxicació aguda per oxigen. Aquest efecte porta el nom del fisiòleg Paul Bert, qui va rebre el premi de l'Acadèmia de Ciències Francesa el 1875 per les seves investigacions sobre els efectes fisiològics de la pressió de l'aire, per sota i per sobre de la pressió normal.
L'efecte va ser descobert l'any 1873, quan Bert el va comunicar a l'Acadèmia de Ciències francesa.